# ノーマン・トーカー
ノーマン・トーカー（Norman Tokar、1919年11月25日 - 1979年4月6日）は、アメリカ合衆国ニュージャージー州ニューアーク生まれの映画監督、脚本家、プロデューサー。
ウォルト・ディズニーと組み、ディズニーの実写映画を数多く監督した。

## 監督作品
- 脱線あしか騒動 Sammy the Way Out Seal（1962）
- ビッグ・レッド Big Red（1962）
- 霧の中の虎 A Tiger Walks（1964）
- われらキャロウェイ Those Calloways （1964）
- 猛犬ご注意 The Ugly Dachshund （1965）
- 歌声は青空高く Follow Me, Boys!（1966）
- 最高にしあわせ The Happiest Millionaire（1967）
- 赤いリボンに乾杯! The Horse in the Gray Flannel Suit （1968）
- ボートニック The Boatniks（1970）
- 雪だるま超特急 Snowball Express （1972）
- チビッ子ギャング台風（タイフーン） The Apple Dumpling Gang (1975)
- スペースキャット The Cat from Outer Space (1978)
- キャンドルシュー/セント・エドモンドの秘宝 Candleshoe  (1977)